# جوليا كونينغهام
جوليا كونينغهام (بالإنجليزية: Julia Cunningham)‏ هي كاتبة للأطفال وكاتِبة أمريكية، ولدت في 4 أكتوبر 1916، وتوفيت في 27 فبراير 2008.